# Фламандские легенды
«Фламандские легенды» (фр. Légendes flamandes) — книга бельгийского писателя Шарля де Костера, написанная на старофранцузском языке и опубликованная в 1857 году. Сборник новелл, в основу которых легли легенды Фландрии и Брабанта.

## Содержание
Первым из произведений, вошедших в сборник, была опубликована новелла «Паломники Хакендовера» (1856; в книге — «Бланка, Клара и Кандида»). В том же году увидело свет «Братство Толстой морды». Кроме того, в сборник вошли новеллы «Сир Галевин» и «Сметсе Смее».

## Восприятие
«Фламандские легенды» стали первой книгой Костера. Они считаются первым ярким проявлением его литературного таланта, в котором заметны черты, впоследствии проявившееся в главном произведении писателя — «Легенде об Уленшпигеле». Литературовед Й. Хансе в своей речи 1959 года сказал, что «если „Легенда об Уленшпигеле“ собор, то „Фламандские легенды“ — его портал».
Специалисты отмечают, что Де Костеру удалось передать национальный колорит и дух средневековья. В книге заметны влияние французского и немецкого романтизма, интерес к национальному фольклору, и любовь к мистике, сочетавшаяся с умением подать сверхъестественную тему в комически сниженном ключе. Автор предисловия к первому изданию Эмиль Дешанель признал, что писатель мастерски владеет архаизированным вариантом французского языка. При этом он посоветовал Де Костеру в будущем писать на современном языке, но тот этому совету не последовал.